# فرانك بي. وارنر
فرانك بي. وارنر (بالإنجليزية: Frank B. Warner)‏ هو سياسي أمريكي، ولد في 5 نوفمبر 1863 في سانت لويس في الولايات المتحدة. حزبياً، نشط في الحزب الجمهوري. وقد انتخب عضو مجلس ولاية ميزوري.